# Альфред Гайош
Альфред Гайош (угор. Hajós Alfréd; 21 лютого 1878, Будапешт — 12 листопада 1955, Будапешт
) — угорський архітектор і плавець, дворазовий чемпіон перших літніх Олімпійських ігор 1896 року і перший переможець Олімпіади від Угорщини. Також він займався легкою атлетикою і футболом.

## Життєпис
Альфред Гайош народився 21 лютого 1878 року в Будапешті і отримав ім'я Арнольд Гуттманн (нім. Guttmann Arnold). У тринадцятирічному віці Арнольд бачив, як його батько потонув в Дунаї. Після цього він почав займатися плаванням, а пізніше змінив своє ім'я на Альфред Гайош, що в перекладі з угорської означає «моряк», щоб допомогти своїй плавальній кар'єрі.
У 1895 році Гайош виграв 100-метрову дистанцію вільним стилем на чемпіонаті Угорщини та Європи з плавання, повторивши успіх у наступному році. Він займався також легкою атлетикою, серед його досягнень були перемоги на чемпіонаті країни в бігу на 100 м, 400 м з бар'єрами і метанні диска. Крім того, Гайош грав у футбол в національних чемпіонатах з 1901 по 1903 рік і був футбольним тренером у 1906—1908 роки.
У 1896 році Гайош брав участь в літніх Олімпійських іграх в Афінах, де виграв у двох запливах — вільним стилем на 100 м (результат 1:22,2) і 1200 м (результат 18:22,2.), а заплив на 500 м він вирішив пропустити.
Змагання проводилися у відкритому морі, а не в басейні. 18-річний Альфред Гайош став першим олімпійським чемпіоном з плавання і наймолодшим переможцем перших Олімпійських ігор
сучасності.
Під час Олімпіади в Афінах Гайош був студентом і займався архітектурою. Він отримав дозвіл брати участь в Іграх, але не відразу, і тому перший час керівники навчального закладу були ним незадоволені.
Завершивши навчання в Будапештському університеті, Гайош став успішним архітектором. Він розробляв проєкти житлових, громадських та промислових будівель. Але перевагу віддавав спортивним спорудам.
У Парижі за проєкт стадіону у Конкурсі мистецтв на літніх Олімпійських іграх 1924 року Альфред Гайош і його співавтор Деже Лаубер отримали срібну медаль. Золоту медаль у номінації «архітектура» не присуджували.
За проєктами Гайоша в Будапешті було побудовано кілька спортивних будівель. Крім того, він виявився талановитим журналістом, очолював редакцію «Шпортхірлап» — першого в Угорщині тижневика, цілком присвяченого спорту.
Пам'ять про спортивні здобутки Альфреда Гайоша відображена в Міжнародному плавальному залі слави і Міжнародному єврейському спортивному залі слави (за національністю, Гайош був євреєм).
Молодший брат Альфреда Генрік Гайош (1886—1963) також займався плаванням і виграв золото в естафеті 4×250 м вільним стилем на позачергових Іграх 1906 року в Афінах.